# فرودگاه ویپد فیلد
فرودگاه ویپد فیلد  (به انگلیسی: Whippet Field)  یک فرودگاه خصوصی   است که یک باند فرود چمن دارد و طول باند آن ۷۴۶ متر است. این فرودگاه در  کشور ایالات متحده آمریکا قرار دارد و در ارتفاع ۹۲۶ متری از سطح دریا واقع شده است.